# Леон Якирович
Леон Якирович (хорв. Leon Jakirović, нар. 16 січня 2008, Пожега) — хорватський футболіст, лівий захисник «Динамо» (Загреб).

## Клубна кар'єра
Леон Якірович, народився в Пожезі і почав займатись футболом у клубі «Сесвете», перш ніж 2019 року потрапив до академії «Динамо» (Загреб). У березні 2024 року його вперше включили до тренувань основної команди.
18 травня 2024 року дебютував за першу команду «динамівців», яку очолював його батько Сергій Якирович, у матчі чемпіонату проти «Славена Белупо» (3:2), вийшовши на поле замість Мауро Перковича наприкінці зустрічі. Зігравши також у заключній грі сезону, він став з клубом чемпіоном Хорватії.

## Виступи за збірну
Якирович грав за юнацькі збірні Хорватії до 16 та 17 років.

## Досягнення
- Чемпіон Хорватії (1): 2023/24

## Особисте життя
Леон Якирович — син боснійського футболіста і тренера Сергія Якировича.